# Anelaphus davisi
Anelaphus davisi là một loài bọ cánh cứng trong họ Cerambycidae.